# Андрија
Андрија је мушко словенско, превасходно црногорско, српско и хрватско име. Облик је имена Andrew, односно Андреј у Србији и грчког је порекла. Андрија није календарско име, настало је од старословенског имена Андреј које јесте календарско име.

## Популарност
У Србији је у периоду од 2003. до 2005. било на 25. месту по популарности. Занимљиво је да је у јужној Аустралији 2005. године било на 1.645. месту. И у Хрватској је током двадесетог века ово било популарно име, посебно у Загребу, Сплиту и Осијеку.